# Iosif Rieszczikow
Iosif Iwanowicz Rieszczikow (ros. Иосиф Иванович Рещиков, ur. 29 marca 1892 we wsi Wasiljewskoje w guberni kałuskiej, zm. 26 listopada 1937) – radziecki polityk.

## Życiorys
Podczas I wojny światowej służył w rosyjskiej armii jako starszy podoficer, w 1917 wstąpił do partii lewicowych eserowców, działał w guberni kałuskiej. W 1920 został członkiem RKP(b), pracował w Ludowym Komisariacie Handlu Wewnętrznego ZSRR, w którym był sekretarzem komórki partyjnej. Od 1926 pracował w Komitecie Wykonawczym Syberyjskiej Rady Krajowej jako sekretarz i kierownik Wydziału Organizacyjnego, od 3 lipca 1929 do sierpnia 1930 był przewodniczącym Komitetu Wykonawczego Tomskiej Rady Okręgowej, później sekretarzem odpowiedzialnym Komitetu Miejskiego WKP(b) w Tomsku. W 1934 był zastępcą przewodniczącego Komitetu Wykonawczego Zachodniosyberyjskiej Rady Krajowej, od 7 grudnia 1934 do 6 stycznia 1935 przewodniczącym Komitetu Organizacyjnego Prezydium WCIK na Kraj Krasnojarski, a od 9 stycznia 1935 do 10 sierpnia 1937 przewodniczącym Komitetu Wykonawczego Krasnojarskiej Rady Krajowej.
24 lipca 1937 został aresztowany, następnie skazany na śmierć i rozstrzelany.